# Biharkaba község
Biharkaba község (románul: Comuna Căbești) község Bihar megyében, Romániában. Központja Biharkaba, beosztott falvai Aszóirtás, Dzsoszány, Goila, Gorbolyfalva.

## Népessége
A 2011-es népszámlálás adatai alapján a község népessége 1848 fő volt.